# Лускунчик і чотири королівства
Лускунчик і чотири королівства (англ. The Nutcracker and the Four Realms) — американський фентезійний фільм шведського режисера Лассе Гальстрема. Створений на основі казки Ернста Гофмана «Лускунчик і Мишачий король» та балету Петра Чайковського «Лускунчик». У фільмі знялись Кіра Найтлі, Макензі Фой, Гелен Міррен та Морган Фрімен. Знятий компанією Walt Disney Pictures. Прем'єра в США — 2 листопада 2018, в Україні — 6 грудня 2018.

## У ролях
| Актор               | Роль              | Нотатки |
| ------------------- | ----------------- | --- |
| Маккензі Фой        | Клара             | молода дівчина, яка подорожує чотирма королівствами, шукаючи ключ від подарунка від своєї покійної матері Мері |
| Джейден Фовора-Найт | Філліп Гофман     | лускунчик |
| Кіра Найтлі         | фея Карамель      | регентка Країни солодощів                                                                                      |
| Гелен Міррен        | матінка Коржик    | королева Четвертого королівства                                                                                |
| Морган Фрімен       | пан Дроссельмеєр  | хрещений Клари                                                                                                 |
| Евхеніо Дербес      | Готорн            | регент Квіткового королівства                                                                                  |
| Річард Грант        | Дрижак            | регент Снігового королівства                                                                                   |
| Місті Коупленд      | принцеса-балерина | |
| Меттью Макфедьєн    | пан Штальбаум     | батько Клари                                                                                                   |
| Анна Маделі         | Мері Штальбаум    | покійна мама Клари                                                                                             |
| Еллі Бамбер         | Луїза             | старша сестра Клари                                                                                            |
| Джек Вайтхолл       | Арлекін           | охоронець Палацу чотирьох королівств                                                                           |
| Омід Джалілі        | Кавалер           | охоронець Палацу чотирьох королівств                                                                           |
| Міра Сайял          | кухар Штальбаумів | |
| Ліл Бак             | Мишачий король    | |
| Міранда Гарт        | фея Росинка       | |
| Меріан Лоренсік     | понтер на ринку   | |

## Виробництво

### Зйомки
Зйомки розпочалися в жовтні 2016 року в Південному Кенсінгтоні та Пайнвудських студіях в Англії й завершилися наприкінці січня 2017 року. У грудні 2017 року повідомлялося, що Джо Джонстон буде режисером 32-денних перезйомок за сценарієм Тома Маккарті, оскільки Гальстрем була недоступна. Гальстрем, як і раніше, контролюватиме постпродакшн. Пізніше стало відомо, що Гальстрем і Джонстон добровільно вирішили отримати спільний режисерський кредит для фільму. 

## Сприйняття і критика
- Видання «Голлівудський репортер» за підсумками 2018 року включило «Лускунчика і чотири королівства» у свій антирейтинг найгірших фільмів (7 місце).[4]